# Catopta eberti
Catopta eberti is een vlinder uit de familie van de Houtboorders (Cossidae). De soort is voor het eerst wetenschappelijk beschreven door Franz Daniel in een publicatie uit 1964.
De soort komt voor in Afghanistan.